# Dragan Dragutinović
Dragan Dragutinović (n. 17 de enero de 1980, Yugoslavia) es un futbolista serbio. Actualmente juega para el recién ascendido FK Metalac Gornji Milanovac, de la Superliga Serbia. Es hermano del famoso futbolista serbio Ivica Dragutinović.
Previamente ha jugado para los clubes FK Borac Čačak y FK Vojvodina.

## Clubes
| Club         | País   | Año       |
| ------------ | ------ | --------- |
| Borac Čačak  | Serbia | 1997-2004 |
| Vojvodina    | Serbia | 2004-2005 |
| Borac Čačak  | Serbia | 2005-2010 |
| Metalac G.M. | Serbia | 2010-     |